# Titanosaurus
Ne doit pas être confondu avec Titanosaurus (kaiju).
Genre
Titanosaurus (lézard titanesque) est un genre de dinosaure sauropode dont l'espèce Titanosaurus blanfordi Lydekker, 1879 a vécu, notamment en Inde, durant le Crétacé supérieur il y a environ 70 millions d'années.

## Description
Titanosaurus blanfordi mesurait 9 à 12 mètres de long, 4 mètres de haut et pesait 13 tonnes.

## Découverte
Le premier exemplaire (Titanosaurus blanfordi) fut décrit par Lydekker en 1877 dans la formation de Lameta en Inde.
Titanosaurus est traditionnellement considéré comme un taxon poubelle (« fourre-tout ») pour recevoir les sauropodes mal conservés pouvant faire seulement la preuve d'une anatomie vertébrale caractéristique. Les restes de Titanosaurus consistent uniquement en des os des membres et quelques vertèbres qui ont ces caractéristiques. Cependant, les découvertes de plus en plus nombreuses et mieux conservées de Titanosaures ont montré que ces traits distinctifs sont en fait répandus dans de nombreux genres. Par conséquent, Titanosaurus lui-même est considéré comme un « nomen dubium » (nom douteux) par la plupart des paléontologues, puisque les spécimens originaux de Titanosaurus ne peuvent être distingués de ceux des animaux apparentés. Un Titanosaurus a été découvert également en France.

## Espèces
- Titanosaurus blanfordi, T. indicus, T. rahioliensis.